# Microterys australicus
Microterys australicus är en stekelart som beskrevs av Prinsloo 1976. Microterys australicus ingår i släktet Microterys och familjen sköldlussteklar. Inga underarter finns listade i Catalogue of Life.